# هانس كرانكل

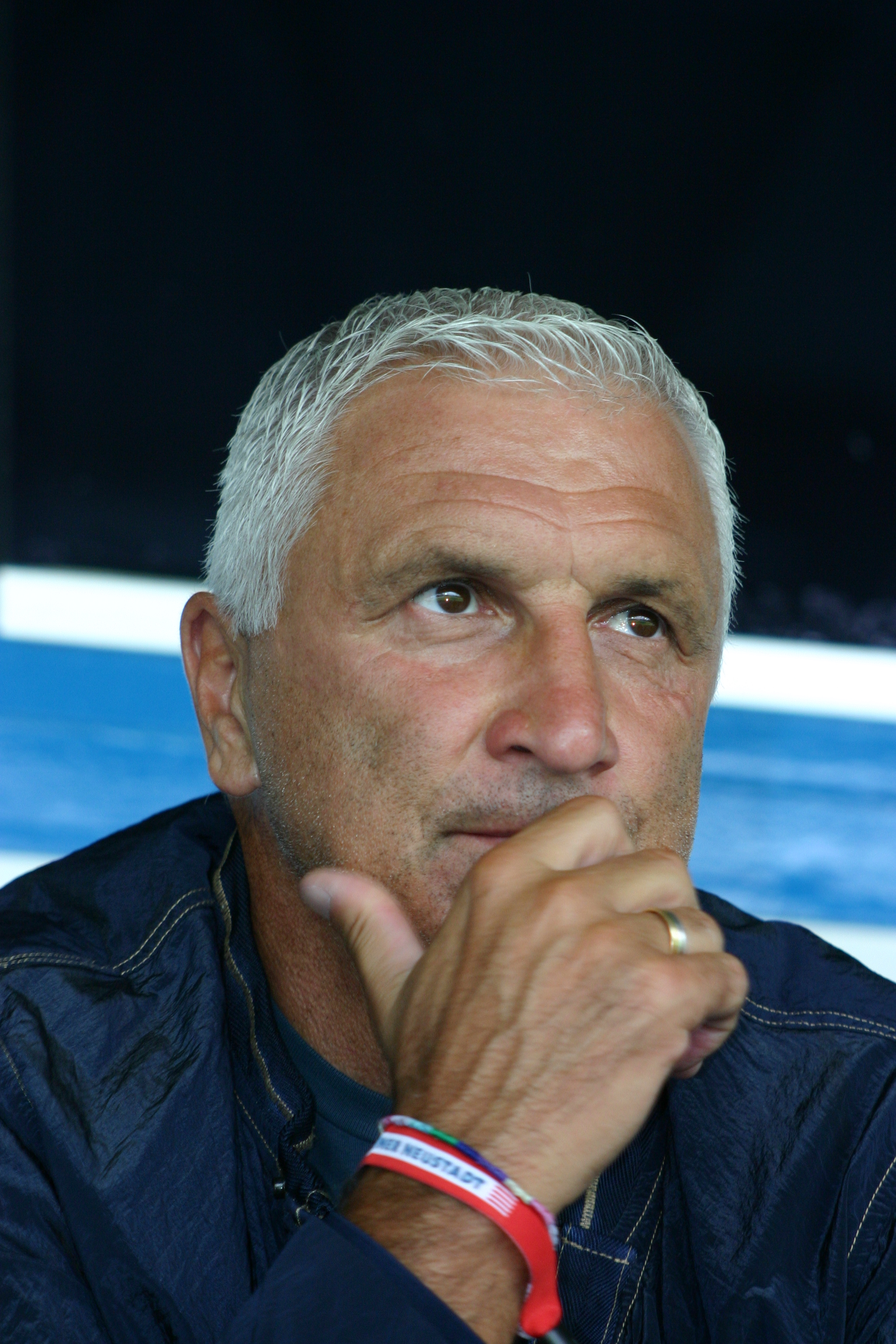
هانس كرانكل

هانس كرانكل (بالألمانية: Hans Krankl) ، من مواليد 14 فبراير 1953 في فيينا في النمسا ، لاعب كرة قدم نمساوي سابق.لعب مع منتخب النمسا لكرة القدم.
عمل بعد اعتزاله مدربًا، وكان مدرب منتخب النمسا لكرة القدم في كأس العالم 2006.

## روابط خارجية
- هانس كرانكل على موقع IMDb (الإنجليزية)
- هانس كرانكل على موقع ميوزك برينز (الإنجليزية)
- هانس كرانكل على موقع ميوزك برينز (الإنجليزية)
- هانس كرانكل على موقع ديسكوغز (الإنجليزية)
- هانس كرانكل على موقع قاعدة بيانات الفيلم (الإنجليزية)

- هانس كرانكل على موقع الاتحاد الدولي (مؤرشف)  (الإنجليزية)
- هانس كرانكل على موقع الاتحاد الأوربي (الإنجليزية)
- هانس كرانكل على موقع قاعدة بيانات كرة القدم.إي يو (الإنجليزية)
- هانس كرانكل على موقع ناشيونال فوتبول تيمز (الإنجليزية)
- هانس كرانكل على موقع عالم كرة القدم.نت (الإنجليزية)